# 皆川洸
皆川 洸（みながわ たけし、1920年8月18日 - 1984年3月3日）は、日本の国際法学者。法学博士。上智大学法学部教授を経て、指導教官大平善梧の招きで後継者として一橋大学法学部教授に着任するが、在任中死去し、後任には大平門下の桑原輝路が就いた。正四位・勲三等旭日中綬章。国際法学会名誉理事。世界法学会理事。

## 来歴
- 1920年8月18日、山形県鶴岡市八間町に生まれる。

### 学歴
- 1938年 旧制山形県立鶴岡中学校卒業
- 1941年 東京商科大学（一橋大学の前身）予科修了。
- 1943年 同大本科卒業。（法学士）
- 1962年 法学博士（九州大学、学位論文『判例を中心とした国際裁判手続の研究』）

### 職歴
- 1943年 外務書記生に就任。大日本帝国海軍主計大尉、終戦連絡中央事務局連絡官補、外交官補等を歴任。
- 1948年 神戸市立外事専門学校（神戸市外国語大学の前身）助教授
- 1950年 同教授
- 1960年 神戸市外国語大学教授（学制変更）
- 1964年 同大学退官、上智大学法学部教授
- 1967年 同大学退職、一橋大学法学部教授
- 1968年 外務事務官を併任する。
- 1972年 一橋大法学部長に就任。この間早稲田大学政治経済学部や広島大学大学院法学研究科、日本大学法学部等で教鞭をとるほか、司法試験考査委員等も歴任する。
- 1984年3月3日 一橋大学教授在任中に肝不全で死去。享年63。贈正四位・勲三等旭日中綬章を叙せられる。

### 研究歴
- 1967年 国際法学会理事
- 1973年 同常務理事
- 1977年 日本国際法協会理事
- 1978年 国際法学会理事長。世界法学会理事
- 1982年 国際法学会理事長を退任、同学会名誉理事

## 門下生
- 森川俊孝（横浜国立大学名誉教授、成城大学名誉教授）[2]
- 中村恵（日本大学法学部教授）[3]
- 大隈宏（成城大学名誉教授）[4]
- 佐藤文夫（成城大学法学部教授）[5]
- 川崎恭治（一橋大学大学院法学研究科教授）[6]

他にゼミ出身者に内閣府副大臣等を務めた末松義規衆議院議員などがいる。

## 著書
- 「国際訴訟序説」（鹿島研究所出版会、1963年）
- 「国際判例集」（国立国会図書館調査立法考査局、1957年）
- 「国際法研究」（有斐閣、1985年3月）
- 「国際法判例要録」（有斐閣、1962年）
- 「国際法判例集」（有信堂、1975年）

### 共編著
- 「講義国際法」（青林書院新社、1982年10月）
- 「国際条約集」（東京法令出版、1971年）
- 「国際法講義」（北樹出版、1980年10月）
- 「変容する国際社会の法と政治」（有信堂、1971年）

### 訳著
- 「法の理論とイデオロギー」G.ルミア著（有信堂、1975年）
- 「海外投資の法的諸問題」ヌウォググ著（ぺりかん社、1967年）

### 論文
- 「国際連合憲章第二条第六項の解釈」（「現代法学の諸問題」1952年、勁草書房に収録）
- 「ILOと労働基準」（「国際不正競争の研究」1955年、有斐閣に収録）
- 「日本の国連加入と南方諸島」（「南方諸島の法的地位」1958年、南方同胞援護会に収録）
- 「ILO憲章の主要問題」（「国際研究・第4巻」1962年、日本国際問題研究所に収録）
- 「竹島紛争と国際判例」（「国際法学の諸問題」1963年、慶應通信に収録）